# Slaget vid Vasa
Slaget vid Vasa var ett fältslag under det finska kriget (1808–1809), mellan trupperna i Konungariket Sverige och det Ryska Imperiet.
Medan den svenska armén «firade midsommar» i slaget vid Nykarleby landsteg Johan Bergenstråhle i Vasa. Adlercreutz hade glömt bort denna landstigning och hjälpte därför inte Bergenstråhle på något sätt. En svensk här på 2 232 man landsteg utanför Vasa. Efter hårda gatustrider lyckades 1 665 man fly norrut och ansluta sig till huvudarmén i Nykarleby. Bergenstråhle själv, med 16 officerare och 250 soldater, fångades av ryssarna.